# مانوئل دی آبرو
مانوئل دی آبرو (پرتغالی: Manuel de Abreu) متولد ۴ ژانویه ۱۸۹۴م، در سائو پائولو و درگذشته به تاریخ ۳۰ ژانویهٔ ۱۹۶۲م، در سن ۷۱ سالگی در ریو دو ژانیرو، یک پزشک، پژوهشگر و مخترع برزیلی بود. اختراع دستگاه تصویر برداری از قفسه سینه (رادیوگرافی سریع ریه‌ها برای تشخیص سل) به وی نسبت داده می‌شود.

## پیشینه
مانوئل دی آبرو در سال ۱۸۹۱م، در جنوب شرقی برزیل متولد شد. بعد از پایان تحصیلات متوسطه به تحصیل پزشکی پرداخت و در سال ۱۹۴م، دکترای خود را از دانشگاه فدرال ریودوژانیرو دریافت کرد. سپس به فرانسه سفر کرد و ضمن کار در رشته تخصصی خود به کسب تجربه پرداخت. در سال ۱۹۱۶م، حین کار در بیمارستان اوتل-دیو برای اولین بار با بهره‌برداری از پرتونگاری در علوم پزشکی آشنایی نزدیک پیدا کرد. در همان سال از آنجایی که رئیس بخش آزمایشگاهی بیمارستان در ارتباط با جنگ جهانی اول به خدمت نظامی خوانده شده بود، مانوئل دی آبرو به سرپرستی بخش آزمایشگاهی و از جمله آزمایشگاه رادیولوژی منصوب شد. در همین زمان او تلاش نمود تا از فن رادیولوژی در تشخیص بیماری سل بهره گیرد اما به علت کیفیت پایین تصاویر موفقیت چندانی کسب نکرد.

 در سال ۱۹۲۲م، زمانی که بیماری سل در برزیل به شکل یک اپیدمی درآمده بود، مانوئل دی آبرو به برزیل بازگشت و سمتی را به عنوان رئیس بخش اشعه ایکس در سرویس بهداشت عمومی فدرال برای پیشگیری از سل در ریودوژانیرو بر عهده گرفت. در این سالها او به تلاش خود برای بهره‌برداری از پرتونگاری در تشخیص بیماری سل ادامه داد. همراه با پیشرفت فن تصویر برداری در علوم پزشکی، سرانجام در سال ۱۹۳۵م، وی موفق شد دستگاه تصویر برداری از قفسه سینه را تکمیل کند. در سال ۱۹۳۷م، نمایندگی زیمنس در برزیل به تولید انبوه این دستگاه آغاز کرد و به زودی این دستگاه به مثابه وسیله ای آسان و ارزان در تشخیص زود هنگام بیماری سل پذیرفته شد.